# فرناند باره

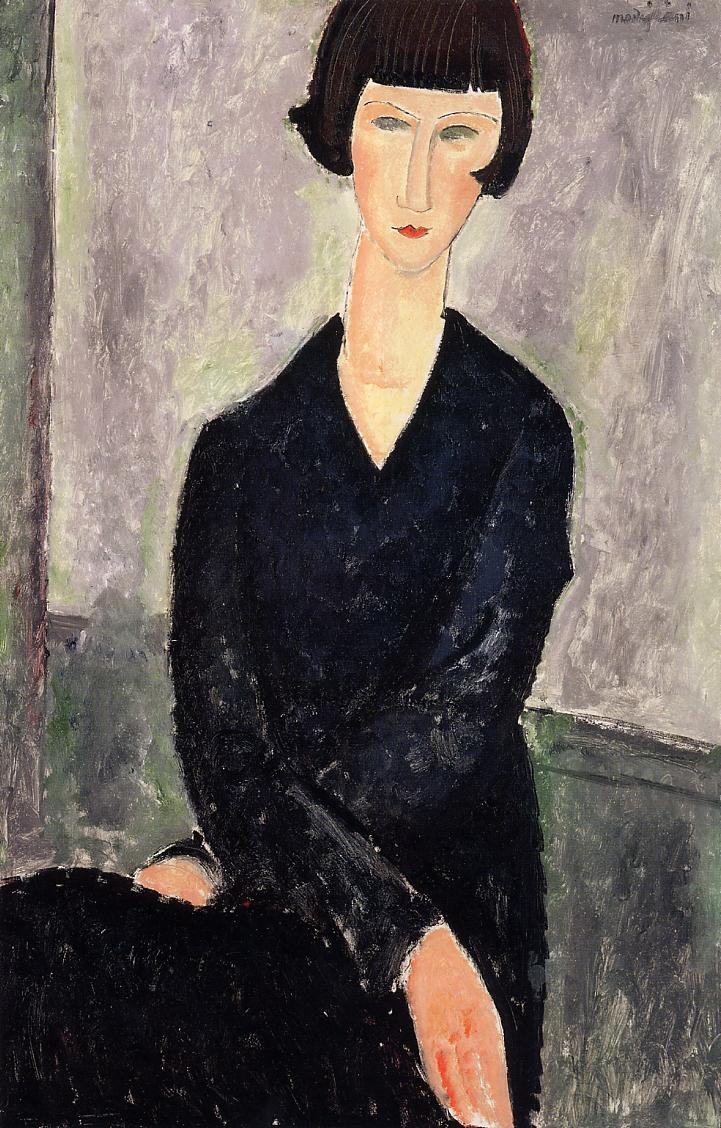
تصویری نقاشی‌شدۀ فرناند باره توسط آمادئو مودیلیانی در سال ۱۹۱۷

فرناند باره (فرانسوی: Fernande Barrey‎؛ ‏ ۹ ژانویهٔ ۱۸۹۳ – ۱۷ ژوئیهٔ ۱۹۶۰) مدل و نقاش اهل فرانسه بود.
او پس از ترک پیکاردی در سال ۱۹۰۸ به پاریس رفت و به عنوان یک کودک تن‌فروش توانست در آن شهر دوام بیاورد. سپس مبدل به مدل نقاشی برای هنرمندان بزرگی چون آمادئو مودیلیانی و خائیم سوتین شد و این دو او را تشویق کردند تا به تحصیل در رشته «تاریخ هنر» و «نقاشی» در مدرسه عالی ملی هنرهای زیبا بپردازد.
او در مارس ۱۹۱۷ هنرمند ژاپنی تسوگوهارو فوجیتا را در کافه روتونده در مون‌پارناس ملاقات کرد که دیوانه‌وار عاشق فرناند شد و ۱۳ روز بعد با او ازدواج کرد. این دو در سال ۱۹۱۸ و با آغاز جنگ جهانی اول به کنی سور مرن رفتند تا از بمباران‌های ارتش آلمان در امان باشند. فرناند در آنجا به مدت ۱ سال به نقاشی پرداخت و دوستان زیادی هم پیدا کرد. در آنجا بود که وی با ژن ایبوترن نوعروسِ مودیلیانی دوست شد. هنگامی که مودیلیانی در سال ۱۹۲۰ در اثر سِل درگذشت، فرناند کوشش فراوانی نمود تا بیوه او را تسلی دهد، اما این تلاش‌ها بیهوده بود و هشت ماه بعد، ژن ایبوترن در حالی که باردار بود، خودکشی کرد.
در طول سال ۱۹۲۵، این زوج یک رابطه جنسی بسیار آزاد داشتند و هر دو با افرادی از دو جنس، رابطۀ عاشفانه داشتند. اما شوهرش تسوگوهارو، فرناند را پس از رابطه جنسی با پسر عمویش «کویاناگی» نقاش، نبخشید. تسوگوهارو سپس خود را با هنرمند بلژیکی «لوسی بادول» (مشهور به یوکی) به مدت سه روز حبس کرد که در طی آن، فرناند ناامیدانه به دنبال شوهرش در سردخانه‌های پاریس می‌گشت. در سال ۱۹۲۸، این زوج طلاق گرفتند و او با کویاناگی در مون‌مارتر زندگی کرد. هنگامی که کویاناگی در سال ۱۹۳۵ از او فاصله گرفت، رابطه او با شوهر قبلی‌اش تسوگوهارو فوجیتا دوباره بهبود یافت و تسوگوهارو تا زمان مرگ به فرناند کمکِ مالی کرد.
برخی از منابع، فرناند باره و «دوشیزه فرناند» معروف، مدل موردِ علاقهٔ عکاس زنان ژان آژلو را که تصویرش در بسیاری از کارت پستال‌های شهوت‌نگاره او دیده می‌شود، یکی می‌دانند؛ گرچه این موضوع هرگز ثابت نشده‌است.
به عنوان نقاش، او دو اثرش به نام‌های «ژوزیَـن» و «هلو» را در سال ۱۹۲۹ در سالن پاییز را به نمایش گذاشت.